# Pobjednici Australian Opena (parovi)
| Godina | Pobjednici                                | Finalisti                             | Rezultat                |
| ------ | ----------------------------------------- | ------------------------------------- | ----------------------- |
| 1905.  | Randolph Lycett & Tom Tachell             | E.T. Barnard & B. Spence              | 11-9 8-6 1-6 4-6 6-1    |
| 1906.  | Rodney Heath & Tony Wilding               | Harry Parker & C.C. Cox               | 6-2 6-4 6-2             |
| 1907.  | Bill Gregg & H.A.Parker                   | Horrie Rice & George Wright           | 6-2 3-6 6-2 6-2         |
| 1908.  | Fred Alexander & Alfred Dunlop            | G.G. Sharp & Tony Wilding             | 6-3 6-2 6-1             |
| 1909.  | J.P.Keane & Ernie F.Parker                | Tom Crooks & Tony Wilding             | 1-6 6-1 6-1 9-7         |
| 1910.  | Ashley Campbell & Horace Rice             | Rodney Heath & J.L. O'Dea             | 6-3 6-3 6-2             |
| 1911.  | Rodney Heath & Randolph Lycett            | J.J. Addison & Norman Brookes         | 6-2 7-5 6-0             |
| 1912.  | J. Cecil Parke & C.P.Dixon                | Alfred Beamish & Gordon Lowe          | 6-4 6-4 6-2             |
| 1913.  | Ernie F. Parker & A.Hedeman               | Harry Parker & Ray Taylor             | 8-6 4-6 6-4 6-4         |
| 1914.  | Ashley Campbell & Gerald Patterson        | Rodney Heath & Arthur O'Hara Wood     | 7-5 3-6 6-3 6-3         |
| 1915.  | C.V.Todd & Horace Rice                    | Gordon Lowe & Bert St. John           | 8-6 6-4 7-9 6-3         |
| 1916.  | Nije bilo natjecanja (Prvi svjetski rat)  |                                       |                         |
| 1917.  | Nije bilo natjecanja (Prvi svjetski rat)  |                                       |                         |
| 1918.  | Nije bilo natjecanja (Prvi svjetski rat)  |                                       |                         |
| 1919.  | Pat O'Hara Wood & R. V.Thomas             | James Anderson & Arthur Lowe          | 7-5 6-1 7-9 3-6 6-3     |
| 1920.  | Pat O'Hara Wood & R. V. Thomas            | Horrie Rice & Ray Taylor              | 6-1 6-0 7-5             |
| 1921.  | H. Gemmell & S.H.Eaton & Rice             | N. Brearley & E. Stokes               | 7-5 6-3 6-3             |
| 1922.  | J.B.Hawkes & Gerald Patterson             | James Anderson & Norman Peach         | 8-10 6-0 6-0 7-5        |
| 1923.  | Pat O'Hara Wood & C. B. St John           | Dudley Bullough & Horrie Rice         | 6-4 6-3 3-6 6-0         |
| 1924.  | James Anderson & Norman Brookes           | Gerald Patterson & Pat O'Hara Wood    | 6-2 6-4 6-3             |
| 1925.  | James Anderson & Gerald Patterson         | James Anderson & Fred Kalms           | 6-4 8-6 7-5             |
| 1926.  | John Hawkes & Gerald Patterson            | James Anderson & Pat O'Hara Wood      | 6-1 6-4 6-2             |
| 1927.  | John Hawkes & Gerald Patterson            | Pat O'Hara Wood & Ian McInness        | 8-6 6-2 6-1             |
| 1928.  | Jean Borotra & Jacques Brugnon            | Jim Willard & Gar Moon                | 6-2 4-6 6-4 6-4         |
| 1929.  | Jack Crawford & Harry Hopman              | Jack Cummings & Gar Moon              | 6-1 6-8 4-6 6-1 6-3     |
| 1930.  | Jack Crawford & Harry Hopman              | Jack Hawkes & Tim Fitchett            | 8-6 6-1 2-6 6-3         |
| 1931.  | Charles Donohoe & Ray Dunlop              | Jack Crawford & Harry Hopman          | 8-6 6-2 5-7 7-9 6-4     |
| 1932.  | Jack Crawford & Gar Moon                  | Harry Hopman & Gerald Patterson       | 12-10 6-3 4-6 6-4       |
| 1933.  | Keith Gledhill & Ellsworth Vines          | Jack Crawford & Gar Moon              | 6-4 10-8 6-2            |
| 1934.  | Fred Perry & George Hughes                | Adrian Quist & Don Turnbull           | 6-8 6-3 6-4 3-6 6-3     |
| 1935.  | Jack Crawford & Vivian Mcgrath            | Pat Hughes & Fred Perry               | 6-4 8-6 6-2             |
| 1936.  | Adrian Quist & D.P.Turnbull               | Jack Crawford & Viv McGath            | 6-8 8-2 6-1 3-6 6-2     |
| 1937.  | Adrian Quist & D.P.Turnbull               | John Bromwich & Jack Harper           | 6-2 9-7 1-6 6-8 6-4     |
| 1938.  | Adrian Quist & John Bromwich              | Gottfried von Cramm & Henner Henkel   | 7-5 6-4 6-0             |
| 1939.  | Adrian Quist & John Bromwich              | Don Turnbull & Colin Long             | 6-4 7-5 6-2             |
| 1940.  | Adrian Quist & John Bromwich              | Jack Crawford & Viv McGrath           | 6-3 7-5 6-1             |
| 1941.  | Nije bilo natjecanja (Drugi svjetski rat) |                                       |                         |
| 1942.  | Nije bilo natjecanja (Drugi svjetski rat) |                                       |                         |
| 1943.  | Nije bilo natjecanja (Drugi svjetski rat) |                                       |                         |
| 1944.  | Nije bilo natjecanja (Drugi svjetski rat) |                                       |                         |
| 1945.  | Nije bilo natjecanja (Drugi svjetski rat) |                                       |                         |
| 1946.  | Adrian Quist & John Bromwich              | Max Newcombe & Len Schwartz           | 6-3 6-1 9-7             |
| 1947.  | Adrian Quist & John Bromwich              | Frank Sedgman & George Worthington    | 6-1 6-3 6-1             |
| 1948.  | Adrian Quist & John Bromwich              | Frank Sedgman & Colin Long            | 1-6 6-8 9-7 6-3 8-6     |
| 1949.  | Adrian Quist & John Bromwich              | Geoff Brown & Bill Sidwell            | 1-6 7-5 6-2 6-3         |
| 1950.  | Adrian Quist & John Bromwich              | Eric Sturgess & Jaroslav Drobny       | 6-3 5-7 4-6 6-3 8-6     |
| 1951.  | Frank Sedgman & Ken McGregor              | John Bromwich & Adrian Quist          | 11-9 2-6 6-3 4-6 6-3    |
| 1952.  | Frank Sedgman & Ken McGregor              | Don Candy & Merv Rose                 | 6-4 7-5 6-3             |
| 1953.  | Ken Rosewall & Lew Hoad                   | Don Candy & Merv Rose                 | 9-11 6-4 10-8 6-4       |
| 1954.  | Mervyn Rose & Rex N. Hartwig              | Neale Fraser & Clive Wilderspin       | 6-3 6-4 6-2             |
| 1955.  | Vic Seixas & Tony Trabert                 | Lew Hoad & Ken Rosewall               | 6-3 6-2 2-6 3-6 6-1     |
| 1956.  | Ken Rosewall & Lew Hoad                   | Don Candy & Merv Rose                 | 10-8 13-11 6-4          |
| 1957.  | Lew Hoad & Neale Fraser                   | Mal Anderson & Ashley Cooper          | 6-3 8-6 6-4             |
| 1958.  | Ashley Cooper & Neale Fraser              | Roy Emerson & Bob Mark                | 7-5 6-8 3-6 6-3 7-5     |
| 1959.  | Rod Laver & Robert Mark                   | Don Candy & Bob Howe                  | 9-7 6-4 6-2             |
| 1960.  | Rod Laver & Robert Mark                   | Roy Emerson & Neale Fraser            | 1-6 6-2 6-4 6-4         |
| 1961.  | Rod Laver & Robert Mark                   | Roy Emerson & Marty Mulligan          | 6-3 7-5 3-6 9-11 6-2    |
| 1962.  | Roy Emerson & Neale Fraser                | Bob Hewitt & Fred Stolle              | 4-6 4-6 6-1 6-4 11-9    |
| 1963.  | Bob Hewitt & Fred Stolle                  | Ken Fletcher & John Newcombe          | 6-2 3-6 6-3 3-6 6-3     |
| 1964.  | Bob Hewitt & Fred Stolle                  | Roy Emerson & Ken Fletcher            | 6-4 7-5 3-6 4-6 14-12   |
| 1965.  | John Newcombe & Tony Roche                | Roy Emerson & Fred Stolle             | 3-6 4-6 13-11 6-3 6-4   |
| 1966.  | Roy Emerson & Fred Stolle                 | John Newcombe & Tony Roche            | 7-9 6-3 6-8 14-12 12-10 |
| 1967.  | John Newcombe & Tony Roche                | Bill Bowrey & Owen Davidson           | 3-6 6-3 7-5 6-8 8-6     |
| 1968.  | Dick Crealy & Allan Stone                 | Terry Addison & Ray Keldie            | 10-8 6-4 6-3            |
| 1969.  | Rod Laver & Roy Emerson                   | Ken Rosewall & Fred Stolle            | 6-4 6-4                 |
| 1970.  | Bob Lutz & Stan Smith                     | John Alexander & Phil Dent            | 8-6 6-3 6-4             |
| 1971.  | John Newcombe & Tony Roche                | Tom Okker & Marty Riessen             | 6-2 7-6                 |
| 1972.  | Ken Rosewall & Owen Davidson              | Ross Case & Geoff Masters             | 3-6 7-6 6-2             |
| 1973.  | John Newcombe & Mal Anderson              | John Alexander & Phil Dent            | 6-3 6-4 7-6             |
| 1974.  | Ross Case & Geoff Masters                 | Syd Ball & Bob Giltinan               | 6-7 6-3 6-4             |
| 1975.  | John Alexander & Phil Dent                | Bob Carmichael & Allan Stone          | 6-3 7-6                 |
| 1976.  | John Newcombe & Tony Roche                | Ross Case & Geoff Masters             | 7-6 6-4                 |
| 1977.  | Arthur Ashe & Tony Roche (Sijačanj)       | Charlie Pasarell & Erik van Dillen    | 6-4 6-4                 |
| 1977.  | Ray Ruffels & Allan Stone (Prosinac)      | John Alexander & Phil Dent            | 7-6 7-6                 |
| 1978.  | Wojtek Fibak & Kim Warwick                | Paul Kronk & Cliff Letcher            | 7-6 7-5                 |
| 1979.  | Peter McNamara & Paul McNamee             | Paul Kronk & Cliff Letcher            | 7-6 6-2                 |
| 1980.  | Mark Edmondson & Kim Warwick              | Peter McNamara & Paul McNamee         | 7-5 6-4                 |
| 1981.  | Mark Edmondson & Kim Warwick              | Hank Pfister & John Sadri             | 6-3 6-7 6-3             |
| 1982.  | John Alexander & John Fitzgerald          | Andy Andrews & John Sadri             | 6-4 7-6                 |
| 1983.  | Mark Edmondson & Paul McNamee             | Steve Denton & Sherwood Stewart       | 6-3 7-6                 |
| 1984.  | Mark Edmondson & Sherwood Stewart         | Joakim Nyström & Mats Wilander        | 6-2 6-2 7-5             |
| 1985.  | Paul Annacone & Christo Van Rensburg      | Mark Edmondson & Kim Warwick          | 3-6 7-6 6-4 6-4         |
| 1986.  | Nije bilo natjecanja (Promjena datuma)    |                                       |                         |
| 1987.  | Stefan Edberg & Anders Jarryd             | Peter Doohan & Laurie Warder          | 6-4 6-4 7-6             |
| 1988.  | Rick Leach & Jim Pugh                     | Jeremy Bates & Peter Lundgren         | 6-3 6-2 6-3             |
| 1989.  | Rick Leach & Jim Pugh                     | Darren Cahill & Mark Kratzmann        | 6-4 6-4 6-4             |
| 1990.  | Pieter Aldrich & Danie Visser             | Grant Connell & Glenn Michibata       | 6-4 4-6 6-1 6-4         |
| 1991.  | Scott Davis & David Pate                  | Patrick McEnroe & David Wheaton       | 6-7 7-6 6-3 7-5         |
| 1992.  | Todd Woodbridge & Mark Woodforde          | Kelly Jones & Rick Leach              | 6-4 6-3 6-4             |
| 1993.  | Danie Visser & Laurie Warder              | John Fitzgerald & Anders Jarryd       | 6-4 6-3 6-4             |
| 1994.  | Jacco Eltingh & Paul Haarhuis             | Byron Black & Jonathan Stark          | 6-7 6-3 6-4 6-3         |
| 1995.  | Jared Palmer & Richey Reneberg            | Mark Knowles & Daniel Nestor          | 6-3 3-6 6-3 6-2         |
| 1996.  | Stefan Edberg & Petr Korda                | Sebastien Lareau & Alex O'Brian       | 7-5 7-5 4-6 6-1         |
| 1997.  | Todd Woodbridge & Mark Woodforde          | Sebastien Lareau & Alex O'Brian       | 4-6 7-5 7-5 6-3         |
| 1998.  | Jonas Björkman & Jacco Eltingh            | Todd Woodbridge & Mark Woodforde      | 6-2 5-7 2-6 6-4 6-3     |
| 1999.  | Jonas Björkman & Patrick Rafter           | Leander Paes & Mahesh Bhupathi        | 6-3 4-6 6-4 610-712 6-4 |
| 2000.  | Ellis Ferreira & Rick Leach               | Wayne Black & Andrew Kratzmann        | 6-4 3-6 6-3 3-6 18-16   |
| 2001.  | Jonas Björkman & Todd Woodbridge          | Byron Black & David Prinosil          | 6-1 5-7 6-4 6-4         |
| 2002.  | Mark Knowles & Daniel Nestor              | Fabrice Santoro & Michael Llodra      | 7-6(4) 6-3              |
| 2003.  | Fabrice Santoro & Michael Llodra          | Mark Knowles & Daniel Nestor          | 6-4 3-6 6-3             |
| 2004.  | Fabrice Santoro & Michael Llodra          | Bob Bryan & Mike Bryan                | 7-64 6-3                |
| 2005.  | Wayne Black & Kevin Ullyett               | Bob Bryan & Mike Bryan                | 6-4 6-4                 |
| 2006.  | Bob Bryan & Mike Bryan                    | Martin Damm & Leander Paes            | 4-6 6-3 6-4             |
| 2007.  | Bob Bryan & Mike Bryan                    | Max Mirnji & Jonas Björkman           | 7-5 7-5                 |
| 2008.  | Jonathan Erlich & Andy Ram                | Arnaud Clément & Michaël Llodra       | 7-5 77-64               |
| 2009.  | Bob Bryan & Mike Bryan                    | Mahesh Bhupathi & Mark Knowles        | 2-6, 7-5, 6-0           |
| 2010.  | Bob Bryan & Mike Bryan                    | Daniel Nestor & Nenad Zimonjić        | 6-3, 6-7(5), 6-3        |
| 2011.  | Bob Bryan & Mike Bryan                    | Mahesh Bhupathi & Leander Paes        | 6-3, 6-4                |
| 2012.  | Leander Paes & Radek Štepanek             | Bob Bryan & Mark Bryan                | 7-6(1), 6-2             |
| 2013.  | Bob Bryan & Mike Bryan                    | Robin Haase & Igor Sijsling           | 6-3, 6-4                |
| 2014.  | Łukasz Kubot & Robert Lindstedt           | Eric Butorac & Raven Klaasen          | 6-3, 6-3                |
| 2015.  | Simone Bolelli & Fabio Fognini            | Pierre-Hugues Herbert & Nicolas Mahut | 6-4, 6-4                |
| 2016.  | Jamie Murray & Bruno Soares               | Daniel Nestor & Radek Štepanek        | 2-6, 6-4, 7-5           |
| 2017.  | Henri Kontinen & John Peers               | Bob Bryan & Mike Bryan                | 7-5, 7-5                |
| 2018.  | Oliver Marach & Mate Pavić                | Juan Sebastián Cabal & Robert Farah   | 6-4, 6-4                |